# Grupo Primero de Mayo
El Grupo Primero de Mayo fou un grup armat antifranquista d'ideologia anarcosindicalista i llibertària, continuador de la lluita de Defensa Interior, del que n'aprofità les infraestructures i els dirigents, actiu entre 1965 i 1974.

## Origen del grup
Al Congrés de Montpeller de la CNT de 31 de juliol de 1965 Germinal Esgleas Jaume va fer aprovar l'anul·lació del dictamen d'Acció directa i revolucionària aprovat en 1961, fet que suposava la dissolució de Defensa Interior, grup armat antifranquista actiu entre 1962 i 1964, tot i que les detencions i condemnes de Fernando Carballo Blanco i de Stuart Christie havien paralitzat força la seva activitat. Octavio Alberola Suriñach i la FIJL, que havia abandonat la comissió de defensa del Moviment Llibertari Espanyol, en canvi, decidiren continuar la lluita

## El segrest del nunci Ussía
El 30 d'abril de 1966 la premsa de Roma anuncia la misteriosa desaparició de monsenyor Marcos Ussía, conseller eclesiàstic de l'ambaixada espanyola al Vaticà. El comunicat de l'agència italiana precisava que el prelat espanyol havia estat raptat per un comando anarquista que exigia l'alliberament de tots els presos polítics empresonats a Espanya. El sacerdot fou alliberat l'11 de maig a Bracciano, a uns 8 kilòmetres de Roma.
El 28 d'octubre de 1966 foren detinguts Luis Andrés Edo i quatre militants més acusats del segrest i de planejar el segrest del cap de les forces armades dels Estats Units a Espanya, Norman C. Gillette, i del president argentí exiliat a Espanya Juan Domingo Perón. El 4 de juliol de 1967 Edo fou condemnat a nou anys de presó. El Grup va tractar de respondre a aquestes condemnes creant un vast moviment internacional de solidaritat.
Com a resposta a les condemnes en la nit del 18 d'agost de 1967 van ser metrallats els cotxes dels consellers de l'ambaixada espanyola a Londres. L'acció va ser reivindicada l'endemà pel «Grup Primero de Mayo» qui, en accions posteriors, relacionades amb les condemnes imposades als membres del grup de Luis A. Edo, assumirà també la responsabilitat sota un altre nom, el Moviment de Solidaritat Revolucionària Internacional (MSRI), format com a tal el 20 d'agost i del que el Grup Primero de Mayo en seria un component actiu. El febrer de 1968 fou detingut a Bèlgica Octavio Alberola Suriñach amb la seva companya, acusats de preparar el segrest d'un diplomàtic espanyol davant la Comunitat Econòmica Europea. No fou alliberat fins cinc mesos després.